# Macron (physique)
Pour les articles homonymes, voir Macron.

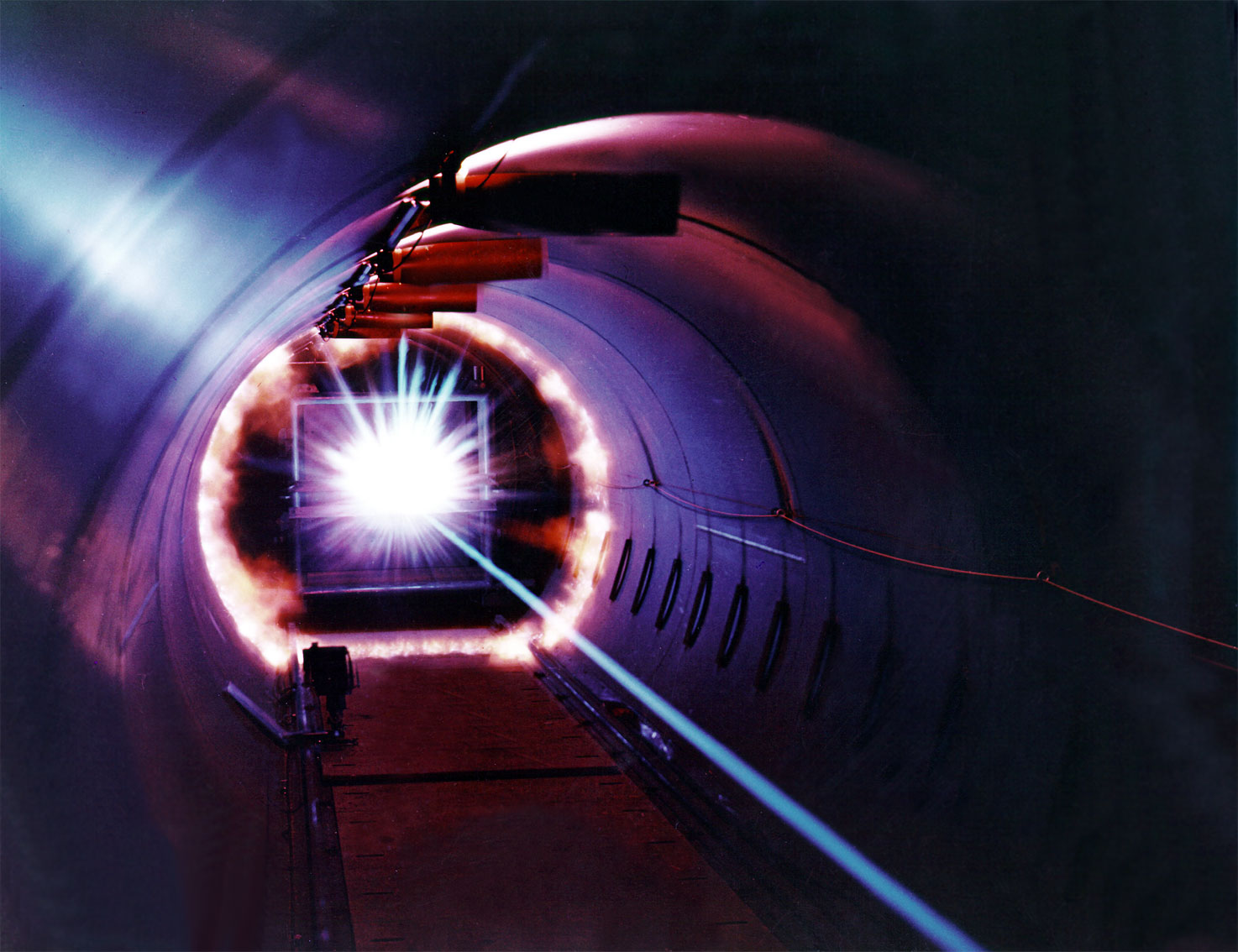
Impact d'un projectile à haute vitesse sur une cible solide.

Un macron est une particule de taille microscopique (de l'ordre de grandeur d'un grain de poussière). Le terme a été forgé et utilisé dans les années 1960, lorsqu'il a été suggéré que des macrons énergétiques (avec une vitesse supérieure à 104 m/s) pourraient être obtenus dans un accélérateur de particules puis utilisés pour initier une réaction de fusion nucléaire à faible coût,.
L'utilisation de projectiles macroscopiques à haute vitesse pour induire une réaction de fusion est envisagée dès 1964. Le concept est cependant remis en question par l'énergie d'ignition élevée nécessaire (de l'ordre de 10 à 50 MJ) impliquant l'accélération d'un macron à des vitesses difficilement atteignables.  Les macrons énergétiques ont également été envisagés comme objets d'étude d'effets relativistes sur des corps macroscopiques.